# Суареш, Аугушту
Аугу́шту Ра́муш Суа́реш (порт. Augusto Ramos Soares, род. 22 августа 1986 года) — восточнотиморский легкоатлет, бегун на средние и длинные дистанции. На Олимпийских играх 2012 года занял 84-е место в марафоне с результатом 2:45.09 — это предпоследнее место. Занял 82-е место на Токийском марафоне 2012 года с результатом 2:33.46.
На церемонии открытия Олимпийских игр 2012 года был знаменосцем сборной Восточного Тимора.
В 2016 году был знаменосцем сборной Восточного Тимора на церемонии закрытия Игр в Рио-де-Жанейро. На этот раз выступал на дистанции 1500 метров.
Личный рекорд в марафоне 2:30.04.